# Expatriat
Un expatriat és una persona que resideix de manera temporal o permanent en un país de cultura diferent de la del país on es va educar, va créixer o del que té la residència legal. La paraula prové del llatí ex (sense) i patria (país, nació).

## Antecedents
El terme és sovint utilitzat per a referir-se als occidentals que viuen en països no occidentals, encara que també és utilitzat per a descriure als occidentals que viuen en altres països occidentals, com els nord-americans vivint a Gran Bretanya, o els anglesos vivint a França. Pot també utilitzar-se per a indicar, per exemple, japonesos que visquin en la ciutat de Nova York. El punt principal és la circumstància socioeconòmica i la causa.